# Alfred Horn
Alfred Horn (17 de fevereiro de 1918 – 16 de abril de 2001) foi um matemático americano conhecido pelo seu trabalho na Teoria dos Reticulados e na Álgebra Universal. Seu artigo de 1951 "On sentences which are true of direct unions of algebras" ele descreveu as cláusulas de Horn e as sentenças de Horn as quais, mais tarde, seriam os fundamentos da programação lógica.
Horn nasceu no Lower East Side, Manhattan. Seus pais eram ambos surdos tendo seu pai morrido quando ele tinha três anos. Após isso, o garoto Horn se locomoveu para a casa dos seus avós maternos. Mais tarde, eles se mudaram para o Brooklyn onde Horn passou boa parte da sua infância, criado pela sua família adotiva.
Ele estudou no City College of New York e mais tarde na New York University onde defendeu seu mestrado em Matemática. Horn terminou seu doutorado na University of California, Berkeley em 1946, onde, um ano mais tarde, começou a trabalhar e por lá permaneceu até a sua aposentadoria em 1988. Horn publicou 35 artigos ao longo da sua carreira.
Alfred Horn morreu em 2001 depois de oito anos de luta contra o câncer de próstata.